# Dionisio Ridruejo
Dionisio Ridruejo Jiménez (Osma, 12 ottobre 1912 – Madrid, 29 giugno 1975) è stato un poeta, scrittore e politico spagnolo appartenente alla cosiddetta Generazione del '36.

## Biografia
Studiò dai gesuiti a Valladolid e a Madrid. A 21 anni, nel 1933, si iscrisse alla Falange di José Antonio Primo de Rivera, e durante la guerra civile spagnola fu direttore generale della propaganda franchista.
Nel 1940 con Pedro Laín Entralgo fonda la rivista Escorial e nel 1941 addirittura partì come volontario con la 250. Infanterie-Division per combattere in Russia al fianco delle truppe tedesche e italiane. Tornato in Spagna, nel 1943 fa parte di quegli intellettuali falangisti denominato il "Grupo de Burgos". È uno dei fondatori dalla rivista “Garcilaso”, diretta fino al terzo numero da José García Nieto che compare nel maggio del 1943 e vivrà fino al numero 36, nell'aprile 1948. Riuniva una serie di autori, “Juventud creadora”, che si incontravano al Café Gijón di Madrid, esponenti del garcilasismo.
Rompe alla fine degli anni Quaranta con Franco, che accusa di aver spento lo spirito della rivoluzione falangista, ma con gli anni assume posizioni più liberali, pur sempre in contrasto con il franchismo. Nel 1950 ottenne il Premio nazionale di Poesia.
Arrestato una prima volta nel 1956, nei primi anni Sessanta parte per un esilio volontario, andando a insegnare negli Stati Uniti e poi a Parigi.
Nel 1974 fondò la Unión Social Demócrata Española, movimento riformista neocattolico che propugnava una democrazia sociale, che poi fu inglobato nella Democrazia cristiana.

## Opere
La sua opera coltiva una sorta di neo classicismo. Usa una lingua pura chiara, una serenità formale propria dell'estetica del garcilasismo. Era un maestro del sonetto, forma poetica per la quale aveva una particolare predisposizione. Fu anche autore del testo dell'inno falangista Cara al sol.
- Plural y Singular, 1935.
- Primer libro de amor, 1939.
- Poesía en armas, 1940.
- Fábula de la doncella y el río, 1943.
- Sonetos a la piedra, 1943.
- En la soledad del tiempo, 1944.
- Poesía en armas (Cuaderno de la campaña de Rusia) 1944.
- Elegías (1943-1945), 1948
- En once años. Poesías completas de juventud (1935-1945) 1950
- Hasta la fecha (Poesías Completas) 1962.
- Cuaderno catalán, 1965.
- Casi en prosa, 1972.
- En breve, 1975.

Fra gli scritti di carattere politico è significativo Escrito en España, Buenos Aires, Editorial Losada, 1962.